# Георгий Акрополит
Георгий Акрополит (греч. Γεώργιος Ακροπολίτης, лат. Georgios Akropolites, 1217, Константинополь — конец 1282 / начало 1283, Константинополь) — византийский государственный деятель, дипломат, ритор, один из крупнейших византийских историков XIII в, наместник Фессалоник и прилегающих территорий (1256-1257). Главное сочинение — «История», один из основных источников по истории Никейской империи.

## Биография

### Начало карьеры. Служба при никейском дворе
Родился в 1217 году в Константинополе в семье, принадлежавшей к столичной гражданской знати. В 16 лет был отправлен отцом ко двору Иоанна III Ватаца для продолжения образования. В Никее обучался у знаменитого философа Никифора Влеммида, преподававшего ученикам арифметику, геометрию плоских и сферических тел, оптику, астрономию, логику, силлогистику и медицину. Около 1239 года становится придворным Иоанна III, через несколько лет был назначен учителем наследника, Феодора II Ласкариса, дружеские отношения с которым сохранял до 1256 года.
Не позднее 1246 года стал логофетом геникона и сопровождал Иоанна III в походе против Болгарии, составляя грамоты для захваченных городов и крепостей и участвуя в заключении мира с болгарами. В 1252 возглавил посольство к эпирскому деспоту Михаилу II Ангелу, с которым был заключен мирный договор в Лариссе. Ещё до поездки в Эпир женился на двоюродной сестре Михаила Палеолога Евдокии Дукене (дочери великого хартулярия Михаила Палеолога, дяди Михаила VIII).
На смерть императора Иоанна III (3 ноября 1254 года) Акрополит написал «Эпитафию императору Иоанну Дуке».
Взойдя на трон, Феодор II пожаловал осенью 1255 года своему учителю чин великого логофета. Вскоре, однако, их отношения испортились. После заключения при посредничестве бывшего черниговского князя Ростислава Михайловича договора с Болгарией осенью 1256 года император, опасаясь, что условия соглашения не будут выполнены, обвинил Акрополита в небрежности и отсутствии дипломатических способностей, и в гневе приказал поколотить его палками. И хотя спустя месяц между ними состоялось примирение, дружбе пришел конец.
В качестве своеобразной компенсации за унижение Феодор II той же осенью 1256 года оставил Акрополита на Балканах с титулом претора (наместника), подчинив ему местных военных и гражданских чиновников. Наместничество оказалось неудачным: уже в 1257 году Акрополит был осажден в Прилепе эпирскими войсками и был вынужден сдаться Михаилу II. Два года он провел в заключении в Арте, где написал две теологические работы: «Против латинян» и «Об исхождении Святого Духа от Отца».
Летом 1259 года после победы в Пелагонийской битве никейское войско под командованием великого доместика Алексея Стратигопула взяло Арту и освободило пленника.
В начале декабря 1260 был послан с важной дипломатической миссией в Болгарию.
При получении известия об освобождении Константинополя войсками Алексея Стратигопула Акрополит поспешил к столице, куда готовился войти Михаил VIII. По просьбе императора за полтора дня (13—14 августа 1261 года) сочинил 13 благодарственных молитв Богу для торжественного вступления в город. Вскоре написал «Речь на освобождение Константинополя», в которой предлагал провозгласить соправителем Михаила Палеолога его сына Андроника, то есть открыто выступил с идеей лишить законных прав на престол сына Феодора II Иоанна IV Ласкариса (25 декабря Иоанн был ослеплен).

### Преподавательская деятельность
Одной из задач Михаила VIII было восстановление церковного клира и обучение молодых людей богословию и светским наукам. С этой целью он организовал при церкви апостола Павла высшую школу, которую пригласил возглавить Георгия Акрополита, «как более других умудренного в науках» (при сохранении за ним титула великого логофета). С 1262 по 1266/67, будучи свободен от государственных обязанностей, преподавал философские дисциплины, а в свободное время писал главный труд своей жизни — «Историю».
Летом 1265 года патриарх Герман III убедил императора заменить Акрополита на посту руководителя школы ритором Мануилом Оловолом. Отстраненный от руководства, Акрополит, тем не менее продолжал в 1267—1273 годах преподавать математику и философию. Среди его учеников были будущие патриарх Григорий Кипрский, ипат философов Иоанн Педиазим и историк Георгий Пахимер.
Для современников он был прежде всего ученым и философом, а уже затем политиком. Ученики видели в нём ритора и преподавателя классической философии, в которой он превосходил всех «силою своего знания» (Георгий Метохит), «знатока лабиринтов Аристотеля», так как он сам был «Аристотелем или Платоном наших дней» (Григорий Кипрский), интерпретатором математики Евклида.

### Уния с Римом
Поддерживал политику Михаила VIII, направленную на осуществление церковной унии. С этой целью был направлен весной 1274 во главе императорского посольства на Лионский собор. В Риме послы были приняты папой Григорием X, а 24 июня прибыли в Лион. 6 июля 1274 на заседании собора Георгий Акрополит от имени императора принес торжественную клятву папе, утверждавшую его верховенство в христианской церкви. Затем документ об объединении подписали все члены греческой делегации.
В конце осени 1274 миссия вернулась в Константинополь. О жизни и деятельности Акрополита после возвращения из Лиона мало что известно. Уния, необходимость которой была продиктована исключительно сложностью внешнеполитического положения возрожденной империи, имела считанные единицы убежденных сторонников. И даже своей политической цели она не достигла, так как папа, видя, что греческая церковь не торопится признавать его супрематию, а император не в силах оказать давление из боязни вызвать этим народный бунт, разорвал в 1281 союз с Византией, и больше не препятствовал агрессивным планам Карла Анжуйского.
Не имея достаточных сил, чтобы противостоять складывающейся против него на западе коалиции, Михаил VIII лихорадочно искал союзников. В 1281 — начале 1282 он направил в Трапезунд посольство Георгия Акрополита и великого эконома св. Софии Феодора Ксифилина для переговоров о браке своей дочери Евдокии и трапезундского императора Иоанна II Великого Комнина. Миссия не достигла успеха и вернулась в Константинополь осенью 1282.
В декабре умер император Михаил VIII; его преемник Андроник II расторг союз церквей, сторонники которого угодили после этого в опалу. После смерти Акрополита, в начале 1283, многие рукописи его сочинений были сожжены противниками унии.

## «История»
«История» Акрополита хронологически является продолжением «Истории» Никиты Хониата. Автор описывает события с 1203 по август 1261 года с небольшими экскурсами во времена династии Ангелов. При этом события до 1233 излагаются на основе последних глав книги Хониата, дипломатических документов и рассказов очевидцев, а с 1234 года в основе лежат собственные наблюдения. Занимая высокое положение при дворе и будучи сам участником некоторых из описываемых событий, Акрополит создал произведение, ставшее весьма ценным источником по истории Никейской империи, Эпирского деспотата, Болгарии и Латинской империи. Большинство исследователей считают его «Историю», в целом, объективным рассказом о политике того времени (за исключением описания личности и деяний Михаила Палеолога, которого автор намеренно идеализирует, не жалея при этом пышной риторики, а о преступлениях своего родственника и покровителя предпочитает умалчивать). При этом, являясь хорошим ритором, не злоупотребляет обычным для византийских историков многословием, предпочитая точное и немногословное изображение событий.
Впервые «История» была издана в сокращении (под названием «Хроника») в 1614 Феодором Дузой в Женеве. Полный текст издан Львом Алляцием в Париже в 1651 году в «Парижском корпусе византийских историков» с приложением латинского перевода и обширного исторического комментария. В XVIII и XIX веках несколько раз переиздавался с небольшими дополнениями.
Первое критическое издание «Истории» и других сохранившихся трудов осуществлено А. Гейзенбергом в 1903 году. В 1978 году вышло второе критическое издание П. Вирта.
На русском языке была впервые издана Санкт-Петербургской Духовной академией в 1863 году в серии «Византийские историки». И сам перевод, местами очень неточный, и вступительная статья, изобилующая фактографическими ошибками, давно устарели и не имеют научной ценности.
Новый перевод, выполненный с издания Вирта 1978 года, опубликован в России в 2005 году петербургским издательством «Алетейя».

## Издания
- Georgii logothetae Acropolitae Chronicon Constantinopolitanum / Ed. Th. Dousae. Lugdunum Batavorum. 1614.
- Georgii Acropolitae, Magni Logothetae Historia Byzantina. Leone Allatio interprete. Parisii, 1651.
- Georgii Acropolitae Opera / Rec. A. Heisenberg. V. 1-2. Lipsiae, 1903.
- Georgii Acropolitae Opera / Rec. A.Heisenberg. Editio stereotypa editions anni MCMIII correctior cum P. Wirth. Stuttgart, 1978. Bd. 1-2.

## Переводы на русский
- Летопись Великого логофета Георгия Акрополита. СПб., 1863 (Византийские историки, т. 8)
- Эпитафия императору Иоанну Дуке // Византийский Временник. 48, 1987. С. 218—225.
- Георгий Акрополит. История / Пер. с греч. — СПб.: Алетейя, 2005. — 415 с. — (Византийская библиотека. Источники). — 1000 экз. — ISBN 5-89329-754-7.